# ايدخيسن (آيت احمد أو ناصر)
ايدخيسن هو دُوَّار يقع بجماعة واد إفران، إقليم إفران، جهة فاس مكناس في المملكة المغربية. ينتمي الدوّار لمشيخة آيت احمد أو ناصر التي تضم 6 دواوير. يقدر عدد سكانه بـ 334 نسمة حسب الإحصاء الرسمي للسكان والسكنى لسنة 2004.

## روابط خارجية
- البوابة الوطنية للجماعات الترابية
- المندوبية السامية للتخطيط